# Beasts of Bourbon
Die Beasts of Bourbon sind eine australische Alternative-Rock-Band, die 1983 in Sydney gegründet wurde und (nach längeren kreativen Pausen und laufenden Umbesetzungen) noch heute besteht. Kreativer Kopf der Band ist der Leadsänger Tex Perkins.
Nach längerer Pause (die 2005 durch das Livealbum Low life unterbrochen wurde) lieferten die Gruppe 2007 wieder ein Album (Little Animals) ab und tourte durch Australien und Europa. Die Konzerte waren oftmals ausverkauft.
Der Musikstil der Formation ist vielschichtig und umfasst Elemente des Blues, Bluesrock, Rock, Hardrock, Alternative-Underground, Jazz und Country.

## Mitglieder
- 1983
  - Gesang:  Tex Perkins
  - Gitarre:  Terry Doolan, Spencer Jones, Kim Salmon, George Spencer
  - Bass:  Mark Ferrie, Boris Sujdovic
  - Schlagzeug:  James Baker, Johnny Freidenfelds, Richard Ploog

- 1984
  - Gesang:  Tex Perkins
  - Gitarre:  Spencer Jones, Kim Salmon, Brad Shepard, Stu Spasm, Tony Thewlis
  - Bass:  Graham Hood, Boris Sujdovic
  - Schlagzeug:  James Baker, Brett Rixon

- 1985
  - Gesang:  Tex Perkins
  - Gitarre:  Spencer Jones, Stu Spasm
  - Bass:  Graham Hood
  - Schlagzeug:  James Baker

- 1988
  - Gesang:  Tex Perkins
  - Gitarre:  Spencer Jones, Kim Salmon
  - Bass:  Boris Sujdovic
  - Schlagzeug:  James Baker

- 1989
  - Gesang:  Tex Perkins
  - Gitarre:  Spencer Jones, Kim Salmon
  - Bass:  Boris Sujdovic
  - Schlagzeug:  James Baker

- 1990
  - Gesang:  Tex Perkins
  - Gitarre:  Spencer Jones, Kim Salmon
  - Bass:  Brian Hooper, Boris Sujdovic
  - Schlagzeug:  James Baker, Tony Pola

- 1991–1993
  - Gesang:  Tex Perkins
  - Gitarre:  Spencer Jones, Kim Salmon
  - Bass:  Brian Hooper
  - Schlagzeug:  Tony Pola

- 1996–1997
  - Gesang:  Tex Perkins
  - Gitarre:  Spencer Jones, Charlie Owen
  - Bass:  Brian Hooper
  - Schlagzeug:  Tony Pola

## Diskografie
- 1984: The Axeman’s Jazz
- 1988: Sour Mash
- 1990: Black Milk
- 1991: The Low Road
- 1993: From the Belly of the Beasts
- 1994: Europe 1992 (Live)
- 1996: Gone
- 2005: Low Life
- 2007: Little Animals